# Pla Pak (huyện)
Pla Pak (tiếng Thái: ปลาปาก) là một huyện (amphoe) ở tỉnh Nakhon Phanom ở vùng đông bắc của Thái Lan.

## Địa lý
Các huyện giáp ranh (từ phía bắc theo chiều kim đồng hồ) là: Mueang Nakhon Phanom, Renu Nakhon, Na Kae và Wang Yang của tỉnh Nakhon Phanom, và Phon Na Kaeo và Kusuman của tỉnh Sakon Nakhoni.

## Lịch sử
Khu vực huyện ban đầu là một tambon của huyện Mueang Nakhon Phanom. Ngày 16 tháng 6 năm 1965, đơn vị này đã thành một tiểu huyện (king amphoe) gồm 3 tambon Pla Pak, Nong Hi và Ku Ta Kai. Ngày 17 tháng 11 năm 1971, tiểu huyện được nâng thành huyện.

## Hành chính
Huyện được chia ra thành 8 phó huyện (tambon), các đơn vị này lại được chia thành 85 làng (muban). Pla Pak là thị trấn (thesaban tambon) nằm trên một phần của tambon Pla Pak. Có 8 tambon Tổ chức hành chính tambon.
| STT. | Tên           | Tên Thái   | Số làng | Dân số |  |
| ---- | ------------- | ---------- | ------- | ------ |  |
| 1.   | Pla Pak       | ปลาปาก     | 16      | 10.159 |  |
| 2.   | Nong Hi       | หนองฮี      | 12      | 7.414  |  |
| 3.   | Kutakai       | กุตาไก้      | 12      | 8.723  |  |
| 4.   | Khok Sawang   | โคกสว่าง    | 8       | 4.743  |  |
| 5.   | Khok Sung     | โคกสูง      | 10      | 5.316  |  |
| 6.   | Maha Chai     | มหาชัย      | 8       | 5.654  |  |
| 7.   | Na Makhuea    | นามะเขือ    | 11      | 5.895  |  |
| 8.   | Nong Thao Yai | หนองเทาใหญ่ | 8       | 3.051  |  |